# Lisle (Dordonha)
Lisle é uma comuna francesa na região administrativa da Nova Aquitânia, no departamento de Dordonha. Estende-se por uma área de 17,97 km². Em 2010 a comuna tinha 847 habitantes (densidade: 47,1 hab./km²).